# Syndykat (zespół muzyczny)
Syndykat – polski zespół muzyczny powstały w 2012 roku z inicjatywy Murzyna ZDR, Nizioła, Mateusza Urbanowicza oraz Parola.
9 października 2015 roku ukazał się ich pierwszy studyjny album, zatytułowany Syndykator nakładem wytwórni Banita Records. Dystrybucją materiału zajęła się opolska wytwórnia hip-hopowa Step Records.

## Dyskografia
Albumy
| Rok  | Album                                                                         | Pozycja na liście | Sprzedaż        | Certyfikat         |
| Rok  | Album                                                                         | POL               | Sprzedaż        | Certyfikat         |
| ---- | ----------------------------------------------------------------------------- | ----------------- | --------------- | ------------------ |
| 2015 | Syndykator - Data: 9 października 2015 - Wydawca: Banita Records/Step Records | 9                 | - POL: 15 tys.+ | - POL: złota płyta |

Single
| Rok  | Tytuł                                   | Sprzedaż        | Certyfikat             | Album      |
| ---- | --------------------------------------- | --------------- | ---------------------- | ---------- |
| 2015 | „Warto żyć” (gościnnie: Jav Zavari GFF) | - POL: 20 tys.+ | - POL: platynowa płyta | Syndykator |
| 2015 | „Pan to nie ja”                         | - POL: 20 tys.+ | - POL: platynowa płyta | Syndykator |

## Teledyski
| Rok  | Tytuł                                   | Reżyseria/Realizacja | Album      | Źródło |
| ---- | --------------------------------------- | -------------------- | ---------- | ------ |
| 2015 | „Warto żyć” (gościnnie: Jav Zavari GFF) | Oesvidyo             | Syndykator | [ 7 ]  |
| 2015 | „Pan to nie ja”                         | 9liter Filmy         | Syndykator | [ 8 ]  |